# Hagivara Mai
Hagivara Mai (萩原舞; Szaitama, 1996. február 7. –) japán énekesnő és színésznő. 2005-től a volt °C-ute tagja, de láthattuk Kuszumi Koharu mellett a Kira☆Pika-ban is, a Cat’s Eye7-ben, vagy a HI-FIN-ben is.

## Élete

### 2002-2004
2002-ben csatlakozott a H!P-hez, mint a Hello! Project Kids legfiatalabb tagja. Először a 4KIDS-ben mutatkozott be, és szerepelt a Minimoni filmjében, a „Minimoni the movie Okashi na daibouken!”-ben. 2004-ig részt vett Morning Musume koncerteken háttértáncosként, és énekelt a H!P All Stars „All for one, one for all” című kislemezén.

### 2005-2007
2005-ben lett a °C-ute tagja, major debütáló albumuk 2007 elején jelent meg. 2007-ben lett a Kira☆Pika tagja is, ami a Kilari című anime dalait énekelte. Emellett az animében Mizuki Hikaru hangját kölcsönözte.

### 2009
2009-ben elhagyta a Gatas Brilhantes H.P. nevű teremfoci csapatot, hogy egyéb elfoglaltságaira keményebben koncentrálhasson. Ebben az évben lett tagja az újrainduló Minimoni-nak, a Shin Minimoni-nak.

### 2011-2013
2011-ben indul el első önálló ustream csatornáján a „Mai desu ga… Nani ka?” című műsor, melyben különböző H!P tagokat látott vendégül, akikkel beszélgettek és főztek. 2012-ben játszott a „Cat’s Eye” című színdarabban, és tagja lett az ehhez kapcsolódó dalt feléneklő Cat’s eye7 nevű csapatnak. 2013 márciusában bejelentették, hogy csatlakozik a SATOUMI újonnan induló csoportjához, a HI-FIN-hez, júliusban pedig bejelentették második photobook-jának megjelenését.

### 2014-2017
Februárban szerepelt a “Graduation -High school graduation- 2014″ című könyvben, mely olyan idolokkal készített interjúkat, illetve róluk képeket, akik 2014-ben fejezték be középiskolai tanulmányaikat. 2016-ban a csapat fennállásának 11. évét ünneplő event-sorozat utolsó állomásán nyilvánosan bocsánatot kért azért, mert egy férfival sétált az utcán és az erről készült paparazzi képek nagy felháborodást keltettek Mai- és a °C-ute rajongói körében. Miután bejelentették a °C-ute feloszlását, azt nyilatkozta, hogy visszavonul a showbizniszből és külföldre fog utazni, hogy angolul tanuljon.

## Diszkográfia
[2012] "Ikeke! Genki-kun"
[2007] "Koi no Mahou wa Habibi no bi (Hikaru Version)"

## Filmográfia

### Film
| Év   | Cím                                     | Szerep           |
| ---- | --------------------------------------- | ---------------- |
| 2002 | Mini Moni ja Movie: Okashi na Daibōken! | Maimai the Angel |
| 2011 | Ōsama Game                              | Miharu Kanazava  |

### Televízió
| Év        | Cím                  | Szerep        | Hálózat  |
| --------- | -------------------- | ------------- | -------- |
| 2002–2007 | Hello! Morning       | Önmaga        | TV Tokyo |
| 2002–2004 | Hello Kids           | Önmaga        | TV Tokyo |
| 2005      | Musume Document 2005 | Önmaga        | TV Tokyo |
| 2005–2006 | Musume Dokyu!        | Önmaga        | TV Tokyo |
| 2006      | Sento no Musume?!    | Hinako        | MBS TV   |
| 2007–2008 | Haromoni             | Önmaga        | TV Tokyo |
| 2007      | Kirarin Revolution   | Mizuki Hikaru | TV Tokyo |
| 2008      | Berikyū!             | Önmaga        | TV Tokyo |
| 2008      | Yorosen!             | Önmaga        | TV Tokyo |
| 2009      | Bijo Houdan          | Önmaga        | TV Tokyo |
| 2010      | Bijo Gaku            | Önmaga        | TV Tokyo |
| 2011–2012 | Hello Pro! Time      | Önmaga        | TV Tokyo |
| 2012      | Sūgaku Joshi Gakuen  | Yuko Yotsuya  | NTV      |
| 2012–2013 | Hello! Satoyama Life | Önmaga        | TV Tokyo |
| 2014–2017 | The Girls Live       | Önmaga        | TV Tokyo |

### Színház
| Év   | Cím                | Szerep      |
| ---- | ------------------ | ----------- |
| 2004 | Here's Love        | Hendrika    |
| 2007 | Neruko wa Cute     | Önmaga      |
| 2008 | Keitai Shōsetsuka  | Önmaga      |
| 2009 | Ataru mo Hakke!?   | Önmaga      |
| 2010 | Akuma no Tsubuyaki | Önmaga      |
| 2011 | Sengoku Jietai     | Önmaga      |
| 2012 | Stronger           | Önmaga      |
| 2012 | Cat's Eye          | Önmaga      |
| 2013 | Sakura no Hanataba | Rika Kaneko |